# Club de Fútbol Pachuca Femenil
El Club de Fútbol Pachuca Femenil, conegut popularment com Pachuca o Las Tuzas, és un club de futbol femení mexicà amb seu a Pachuca de Soto, a l'estat d'Hidalgo, que competeix a la Primera Divisió. El club és la secció femenina del Club de Fútbol Pachuca des del 2016. Va ser el primer club a fer-se la foto oficial entre homes i dones, fet que va indicar que el Pachuca apostaria per la igualtat de gènere entre homes i dones. L'equip juga els seus partits a casa a l'Estadio Hidalgo, igual que l'equip masculí.

## Història
El Pachuca és un dels equips més competitius de la Lliga MX Femenil, havent arribat a la final de lliga en tres ocasions, però sense guanyar-ne cap. El Pachuca també va ser el primer equip femení de futbol de Mèxic en guanyar un torneig oficial quan va guanyar la desapareguda Copa MX Femenil el 2017.
El Club de Fútbol Pachuca Femenil es va fundar el 5 de desembre de 2016, el mateix dia que es va anunciar al públic la Lliga MX Femenil. Eva Espejo va ser designada pel club com a primera entrenadora de l'equip abans de la Copa MX Femenil 2017.
Abans de la temporada inaugural de la Lliga MX Femenil a la segona meitat del 2017, el Pachuca i altres 11 equips van participar en un torneig de preparació organitzat per la Federació Mexicana de Futbol Associació anomenat Copa MX Femenil. Durant aquest torneig, el Pachuca va quedar invicte, i va acabar guanyant el torneig en vèncer al Club Tijuana a la final amb un resultat de 9-1. En guanyar aquest torneig, el Pachuca es va convertir en el primer equip femení de futbol de Mèxic a guanyar un torneig oficial.